# Pardosa invenusta
Pardosa invenusta är en spindelart som först beskrevs av Carl Ludwig Koch 1837.  Pardosa invenusta ingår i släktet Pardosa och familjen vargspindlar.
Artens utbredningsområde är Grekland. Inga underarter finns listade i Catalogue of Life.